# Sant Miquel de Cubells
Sant Pere de Cubells és una església de Cubells, al municipi homònim de la Noguera inclosa en l'Inventari del Patrimoni Arquitectònic de Catalunya.
L'església de Sant Miquel es troba al vessant sud-est de turó sobre el qual s'assenta el nucli històric de Cubells. A ponent abraça l'illa de cases formada pel carrer de Solsdevila al nord i el carrer del Molí al sud, i en les altres tres cares afronta amb la plaça de Sant Miquel, al nord, i a la resta amb un espai ample a la confluència dels carrers del Molí i de Sant Miquel, la qual cosa atorga visibilitat a la zona de la capçalera.

## Descripció
Es tracta d'un edifici orientat d'est a oest que consisteix en una església romànica d'una sola nau capçada amb un absis semicircular. L'àmbit que correspon al terç oest de l'edifici correspon a una construcció posterior a l'edifici original i conté l'únic accés, a la façana nord, en forma de portalada d'arc de mig punt de dovelles. Aquesta part de l'edifici està construïda amb aparell de carreus ben escairats de gres i és de sostre i teulada més baixos que el cos d'edifici original. La teulada d'aquest cos és de doble aiguavés i està coberta amb teula àrab.
La part original de l'edifici, possiblement del segle xiii, està constituïda per filades uniformes de carreus ben escairats de gres lligats amb morter de calç. Les façanes són totalment llises, excepte el ràfec, que conté uns permòdols de geometria estricta i contundent que sostenen la cornisa de pedra motllurada. L'absis semicircular presenta l'única obertura, en forma d'una finestra de doble esqueixada i arc apuntat a l'exterior. Aquesta part de l'edifici està coberta amb lloses de pedra. L'interior de la part original de l'edifici és resolt amb una volta de canó de perfil acusadament apuntat i reforçada per un arc toral, també apuntat, que separa els dos àmbits descrits abans. A l'interior, l'absis, de volta de quadrant d'esfera, és precedit per un arc presbiteral. Als murs laterals de la nau hi ha sengles arcosolis d'arc apuntat i extradossat per una senzilla motllura bisellada. Per bé que no s'han trobat referències històriques documentals d'aquesta església, les seves característiques, que palesen les formes arquitectòniques de l'escola de Lleida, anàlogues a les de les altres esglésies de la vila de Cubells (Santa Maria del Castell i l'església parroquial de Sant Pere), permeten situar-ne l'origen en el segle xiii.
La intervenció arqueològica realitzada l'any 2003 va identificar tres fases en l'evolució de l'edifici. La primera fase correspon a la construcció de l'edifici el segle xiii. La segona fase s'hauria desenvolupat entre el segle xiii i inicis del XVI, moment en el qual es va esfondrar o es va perdre l'àmbit oest de l'edifici actual, descrit anteriorment. La tercera correspon a època moderna o contemporània i ve determinada per la caiguda de la part més occidental de l'edifici original i la posterior cessió dels terrenys a un particular. En aquests terrenys s'hi va construir un immoble que tanca l'església per ponent. En aquesta època es va produir, probablement, el canvi d'accés a l'església, que hauria passat d'un accés a la façana de ponent a la porta a la façana nord.
La primera dècada del segle XXI es va restaurar i reformar l'edifici, ja de titularitat municipal, per adequar-lo com a sala d'exposicions i local sociocultural. En aquesta intervenció es va substituir l'antic parament de l'àmbit del terç occidental de l'edifici, que estava fet amb carreuons lligats amb morter de calç, a la base, i rematat amb maçoneria encofrada, per l'aparell de carreus regulars que hi ha actualment.

## Notícies històriques
En època barroca fou emblanquinada, com les altres esglésies de la població. Fins al 1927 contenia un tabernacle de la Mare de Déu del Roser, obra barroca del segle xviii que fou venuda a un col·leccionista barceloní.
Fins a la guerra civil de 1936-39 l'altar major estava presidit per una talla barroca de Sant Miquel, que actualment es conserva a la parròquia de Sant Pere. Se sap que abans d'aquesta guerra, ja només s'obria al culte la diada de Sant Miquel per tal de celebrar-hi una Missa Solemne, després de la qual se servia xocolata i s'organitzava un ball popular.
Després de la guerra s'enfonsà la part de la teulada de l'àmbit occidental. Va restar en estat ruïnós fins que l'edifici fou cedit a l'ajuntament i a principis del segle xix es realitzà un seguit de reformes i una restauració integral per convertir l'espai en un local sociocultural, apte per servir també de sala d'exposicions i reunions socials.